# Lars Hökerberg
Fredrik Lars Hökerberg, född 14 augusti 1851 i Örebro, död 20 maj 1924 i Stockholm, var en svensk bokförläggare.
Hökerberg var son till landssekreteraren Gustaf Fredrik Hökerberg (1804–1874) och Emma Fredrika Elers (1821–1874) samt bror till Thea Hökerberg.
Hökerberg grundade 1882 ett bokförlag i Stockholm, Lars Hökerbergs Bokförlag, vilket utgav bland annat juridiska vägledningar (såsom Gustaf Alfred Aldéns Medborgarens bok), lantbruks- och populärmedicinsk litteratur, skönlitteratur med mera. Hökerberg var även utgivare av Hemvännen 1878–1889, Nya bokhandelstidningen 1901–1912 och Svensk bokhandelstidning 1912–1923.
Lars Hökerberg var från 1881 gift med Ida Ottilia Charlotta Sjögren (1854–1913), och hade fem barn: arkitekten Otar Hökerberg (1882–1960), civilingenjören Tryggve Hökerberg (1884–1960), bokförläggaren Folke Hökerberg (1886–1976), skolköksläraren Margit Hökerberg (1887–1968) och musikläraren Ingrid Hökerberg (1890–1918).
Makarna Hökerberg är begravda på Norra begravningsplatsen utanför Stockholm.